# Marco Bürki
Marco Bürki (Berna, Suiza, 10 de julio de 1993) es un futbolista suizo que juega de defensa en el F. C. Thun de la Challenge League. Es hermano del futbolista Roman Bürki.

## Clubes
| Club                | País    | Año       |
| ------------------- | ------- | --------- |
| B. S. C. Young Boys | Suiza   | 2013-2018 |
| F. C. Thun (cedido) | Suiza   | 2015-2017 |
| S. V. Zulte Waregem | Bélgica | 2018-2020 |
| F. C. Lucerna       | Suiza   | 2020-2021 |
| F. C. Thun          | Suiza   | 2021-     |

## Palmarés

### Títulos nacionales
| Título             | Club                | País  | Año  |
| ------------------ | ------------------- | ----- | ---- |
| Superliga de Suiza | B. S. C. Young Boys | Suiza | 2018 |
| Copa de Suiza      | F. C. Lucerna       | Suiza | 2021 |